# Pantin (biscuit)
Pour les articles homonymes, voir Pantin (homonymie).

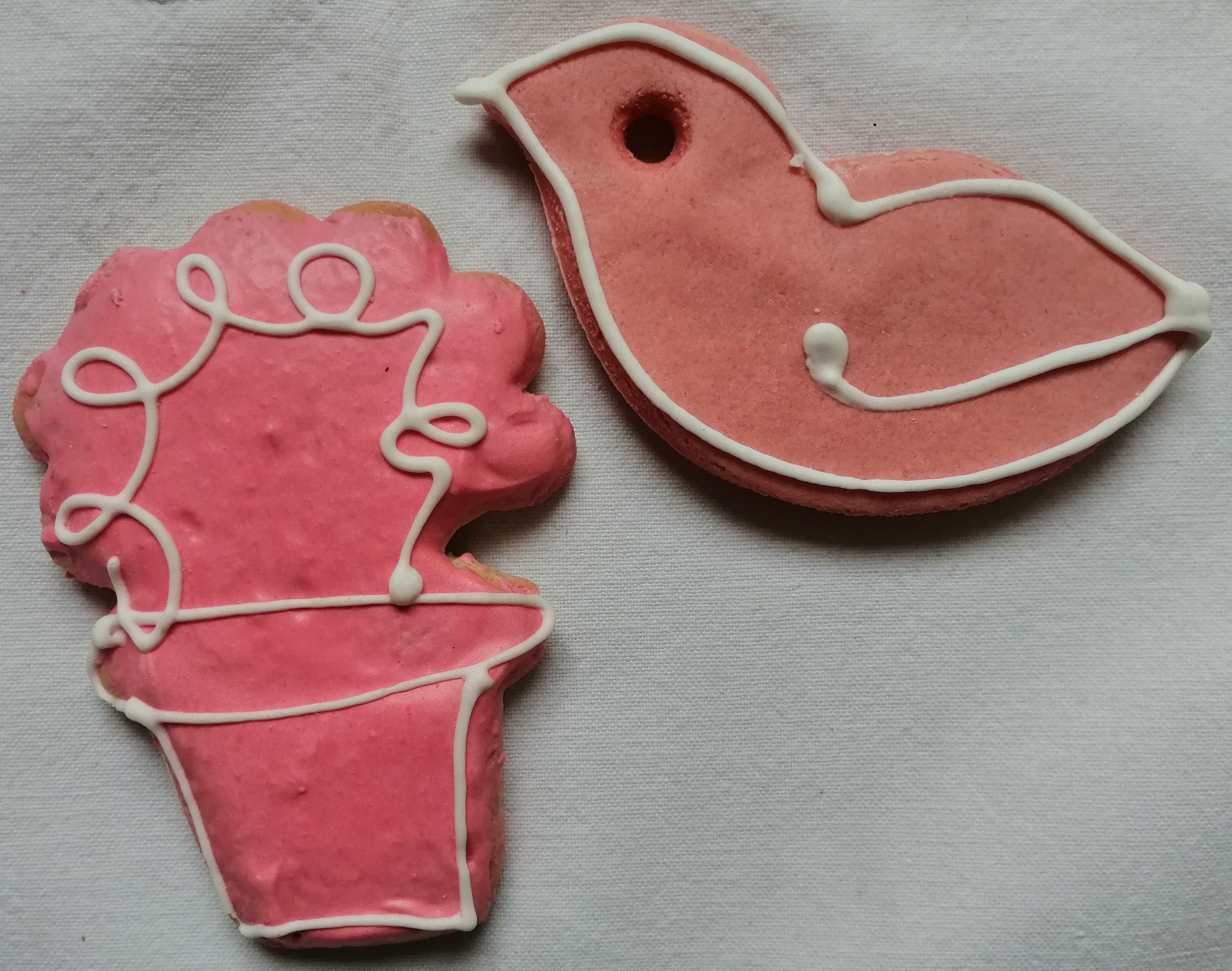
Biscuit en forme de pantin, fabriqué à Annonay (France) pour la fête des Rameaux

Le pantin d'Annonay est un biscuit sablé, produit traditionnellement dans cette ville, pour la fête des Rameaux.

## Présentation
Il existe des preuves de sa présence depuis le XVIIIe siècle dans la région.
Jusqu'à la fin du xxe siècle, on les offrait aux enfants, ils les accrochaient aux branches de buis que l'on apportait pour la bénédiction lors de la messe des Rameaux. La tradition d'accrocher des friandises aux rameaux  se retrouve à cette occasion dans d'autres régions, notamment en Provence, à Valence ou à Romans-sur-Isère, mais celle des Pantins roses d'Annonay est unique et très localisée dans cette ville.
À l'origine, les pantins sont découpés en forme de personnages, comme l'indique leur nom ; on trouve aussi des cloches, des poissons ou des agneaux qui rappellent les symboles bibliques du temps de Pâques. De nos jours, d'autres variétés apparaissent : chevaux, voitures, trompettes, etc.  et spécialement des montgolfières caractéristiques de la ville d'Annonay.

Cette pâtisserie est fabriquée pendant la période de la fête de Pâques, mais actuellement on en trouve tout au long de l'année.
S'il est tendre à l'intérieur, une cuisson parfaitement maitrisée le rend croquant à l'extérieur. Il se distingue des autres biscuits par sa couleur rose, son goût de fleur d'oranger et son glaçage blanc dessinant les motifs de la figure représentée.

## Recette
Les pantins sont façonnés à partir d'une pâte sablée composée de farine, de sucre, de beurre et d’œufs. Le biscuit est ensuite recouvert d'un glaçage rose, souligné de filets de sucre blanc glacé. Le biscuit est ferme, mais fondant en bouche.
On trouve d'autres variantes avec une pâte semblable au pain d'épice. Le colorant rose est alors intégré à la pâte avec des oranges confites.
La recette est gardée comme un secret de fabrication par les pâtissiers annonéens.